# Palacio de Justicia del Condado de Vigo
El Palacio de Justicia del Condado de Vigo es un tribunal situado en la ciudad de Terre Haute, en el estado de Indiana (Estados Unidos). Es la sede del gobierno del Condado de Vigo, el palacio de justicia fue incluido en el Registro Nacional de Lugares Históricos en 1983.

## Palacio de justicia original

### Lugar de encuentro temporal
El condado de Vigo se formó en 1818 por la Asamblea General de Indiana y ese año comenzó la construcción del primer palacio de justicia del condado. Mientras tanto, el juzgado temporal era Eagle and Lion Tavern en la esquina de Wabash Avenue y Second Street.

### Construcción

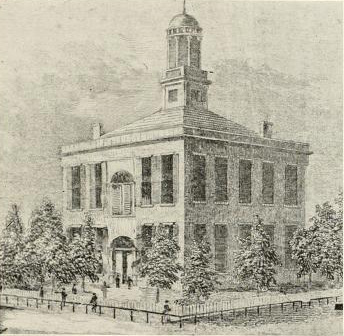
El primer Palacio de Justicia del Condado de Vigo, 1818-1866.

Los primeros registros muestran que el 13 de mayo de 1818, a Nathaniel P. Huntington se le concedieron $ 10 para la elaboración de bonos; John M. Coleman 350 dólares en parte para pagar los cimientos de los edificios; William Durham 400 dólares en parte pagan por la construcción de muros, y Elihu Hovey y John Brocklebank 300 en parte pagan por la construcción de Court House. En noviembre de 1818, los registros públicos muestran que Charles B. Modesitt recibió 25 dólares por "despejar la plaza pública", lo que indica que el trabajo de construcción del Palacio de Justicia comenzó en 1818, aunque la estructura no se completó hasta 1822.
Esta estructura original era de ladrillo con un amplio travesaño arqueado y un interior con asientos y escalones elevados. Un pasillo central atravesaba el centro del edificio, dividiendo la estructura en un lado sur dedicado a los asientos y un lado norte para el uso expreso de la corte y espacio para un banco de jueces, mesas de abogados y un palco de jurados.

### Importancia comunitaria
El piso inferior del palacio de justicia se completó en 1822 y rápidamente se convirtió en el lugar para asuntos judiciales, reuniones políticas, elecciones, reuniones públicas de la ciudad, conferencias, sermones y más. En algún momento de 1834-35, José Smith y Sidney Rigdon celebraron reuniones allí para defender el incipiente Movimiento de los Santos de los Últimos Días. En la década de 1850, George W. Julian pronunció un discurso de abolición en el juzgado, donde una turba enfurecida se reunió para impedirle hablar, pero finalmente se marchó.
Numerosos abogados notables de la región comenzaron sus carreras en el primer Palacio de Justicia del Condado de Vigo, incluidos Thomas H. Blake, James Whitcomb, Elisha Mills Huntington y Edward A. Hannegan.

### Coronel Francis Vigo
El 4 de julio de 1832, el coronel Francis Vigo, homónimo del condado, viajó desde su casa en Vincennes para visitar Terre Haute y el llamado de algunos de sus ciudadanos prominentes. Impresionado por la ciudad, Vigo recordó el Palacio de Justicia en su testamento (fechado el 9 de diciembre de 1834) mediante una donación de 500 dólares a la Condado de Vigo para ser utilizados "en la compra de una campana para el Palacio de Justicia de dicha comarca, en la que se inscribirá". Presentado por Francis Vigo.'"

### Necesidad de un nuevo palacio de justicia
Esta estructura sirvió hasta 1866. En 1868, la estructura fue declarada no apta para su uso. Se estableció un tribunal temporal en un edificio de ladrillos de cuatro pisos en la esquina de las calles Third y Ohio hasta que se pudiera construir una estructura más permanente. Se asumió que el palacio de justicia original se arreglaría y volvería a usarse, pero esto nunca sucedió, y la estructura temporal terminó en uso durante 22 años. La construcción de un nuevo palacio de justicia se paralizó en parte por disputas entre el consejo de la ciudad y una elección especial en mayo de 1871 en la que el voto fue de 450 a favor y casi 4000 en contra del proyecto, donde luego se ordenó que no se construyera un nuevo palacio de justicia en ese lugar. hora.

## Segundo palacio de justicia

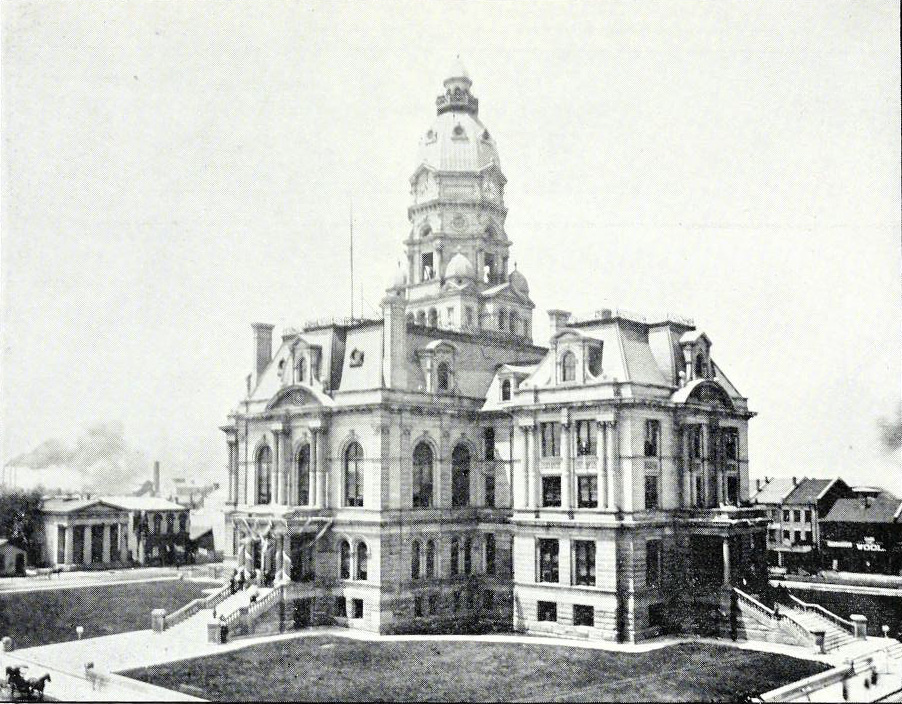
El Palacio de Justicia hacia 1894.

El segundo palacio de justicia es una estructura estilo Segundo Imperio diseñada por el arquitecto de Cincinnati Samuel Hannaford. 

### Construcción
El trabajo comenzó en la estructura actual cuando se colocó una piedra angular de 10 000 libras el 28 de agosto de 1884, con ceremonias patrocinadas por los masones con un discurso principal del Honorable DW Voorhees. A este evento asistieron muchos de los países circundantes, así como de las ciudades adyacentes de Illinois.
Diseñado por el arquitecto Samuel Hannaford de Cincinnati, el edificio fue construido por Terre Haute Stone Company a un costo de 443 000 dólares. El palacio de justicia está hecho de piedra caliza de Indiana obtenida de las canteras Stinesville. El trabajo de hierro fundido en el techo y la cúpula, así como las ventanas y la cresta, fue completado por Phoenix Foundry and Machine Works. : Part 1, p. 29-30 
Originalmente, el piso principal consistía en oficinas, con dos salas de audiencias grandes de techo alto en el segundo piso. Elegantemente terminado y amueblado, el palacio de justicia se calentó con vapor de un edificio separado al sur y contó con un ascensor hidráulico. Es de estilo similar al palacio de justicia del condado de Vanderburgh.
De acuerdo con la voluntad de Francisco de Vigo, el palacio de justicia cuenta con una campana de dos toneladas fabricada en 1887. La campana se compró por 2500 dólares, parcialmente financiada con el dinero que queda en el testamento de Vigo.
Se inauguró el 7 de junio de 1888. Fue incluido en el Registro Nacional de Lugares Históricos en 1983.

## Galería

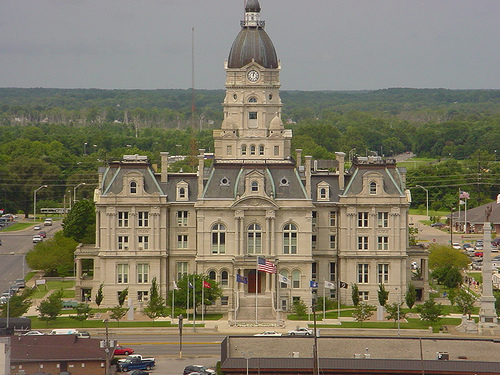
Vista desde el este
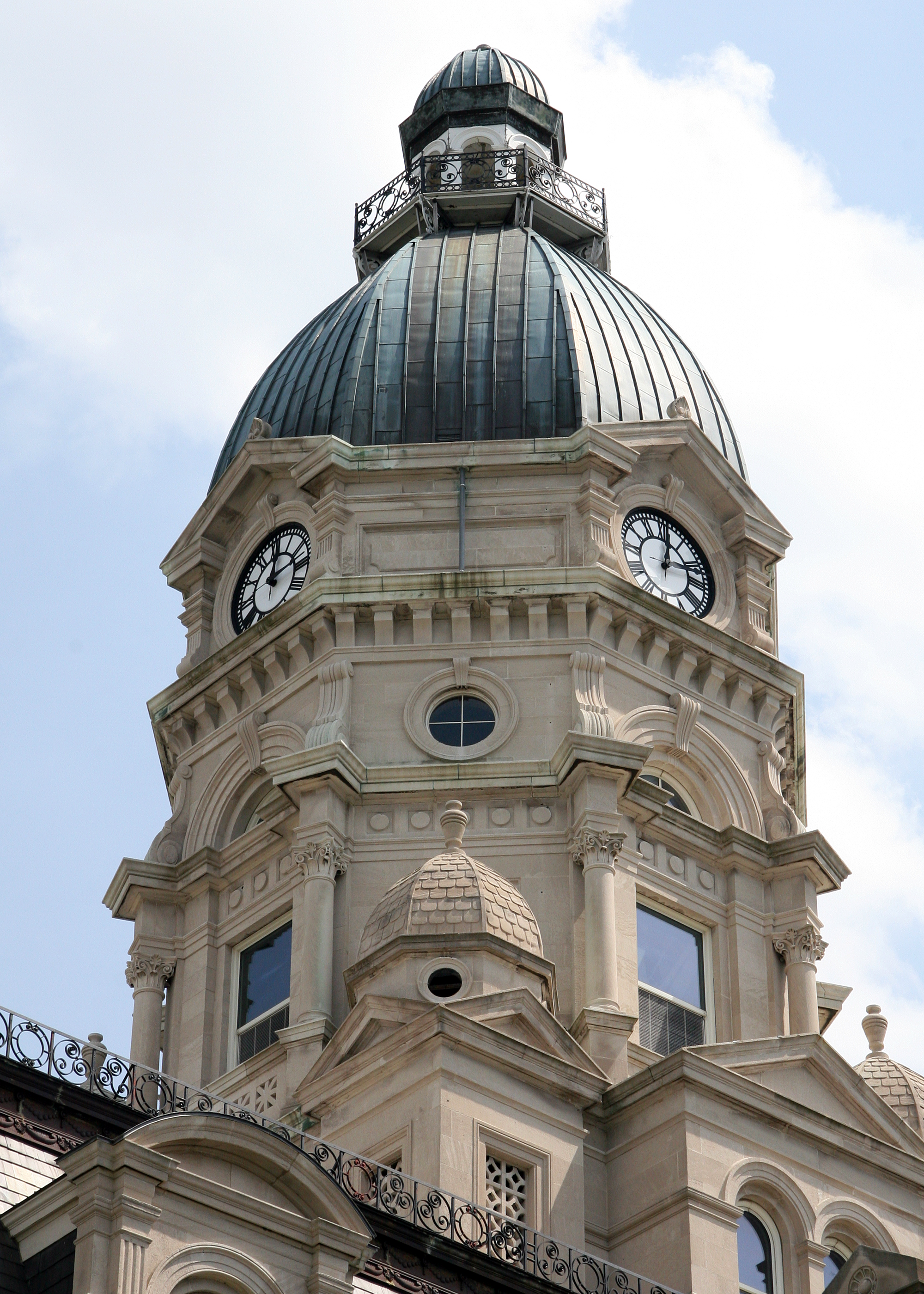
Cúpula y campanario
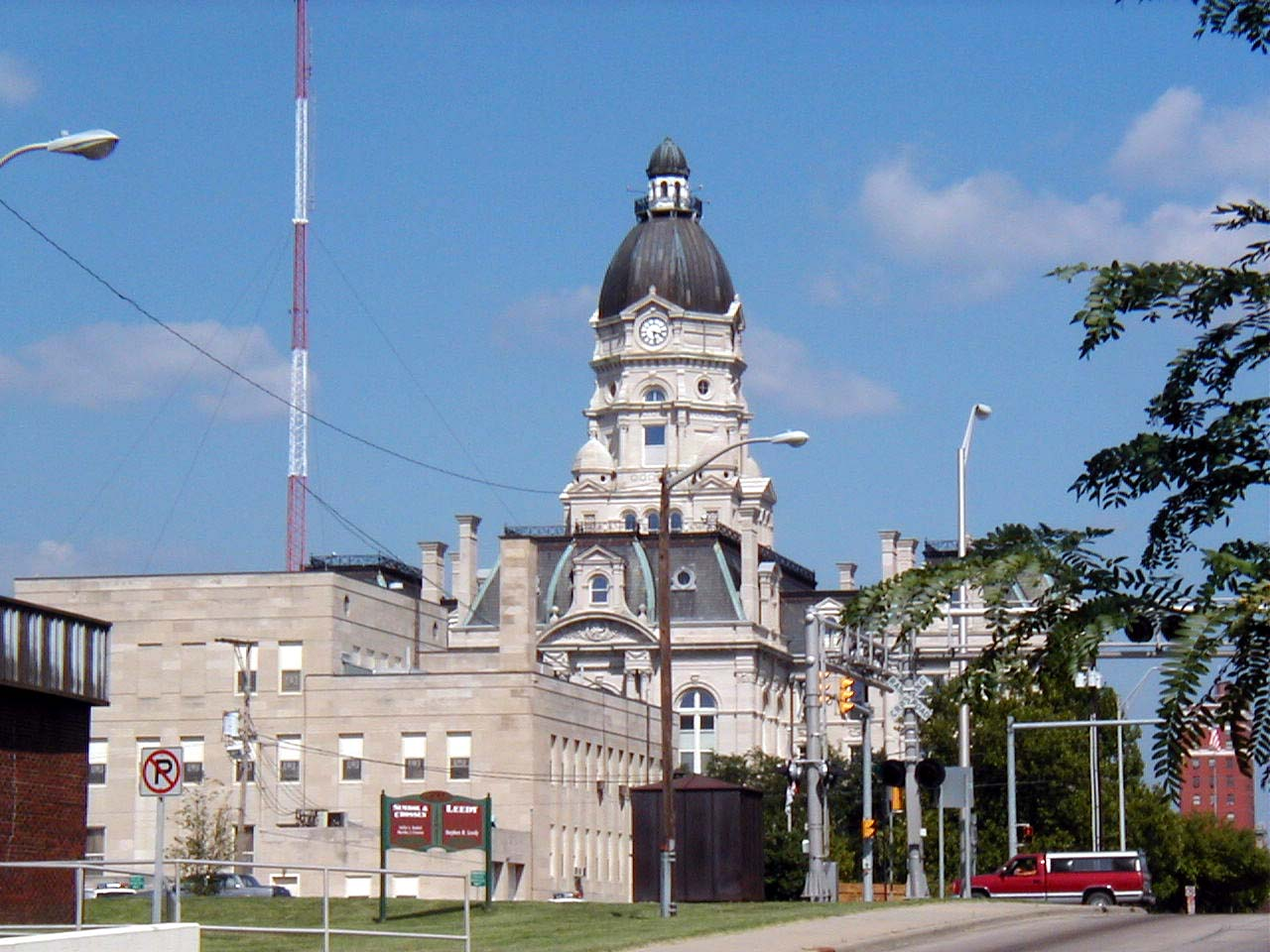
Vista desde el oeste
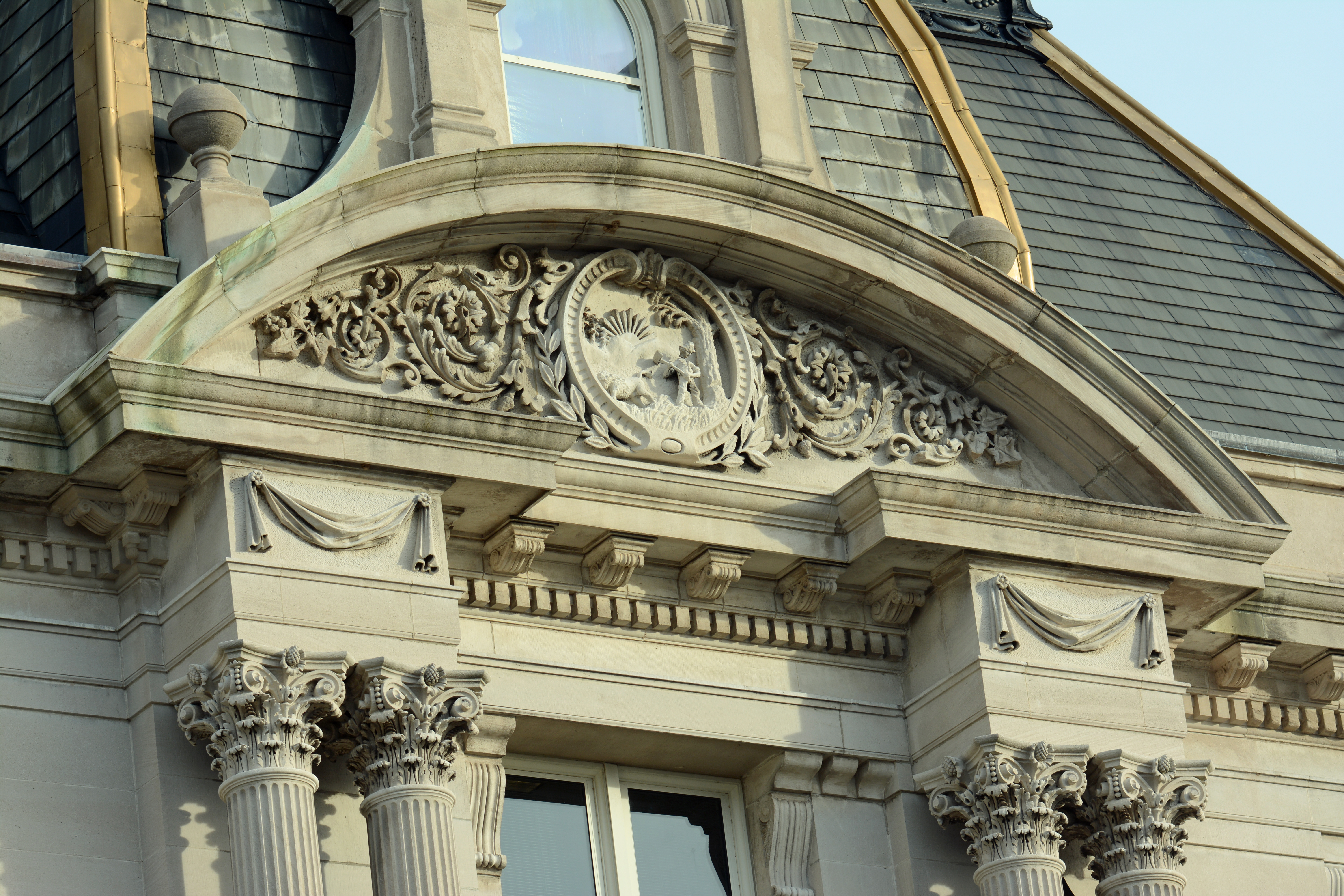
Detalles
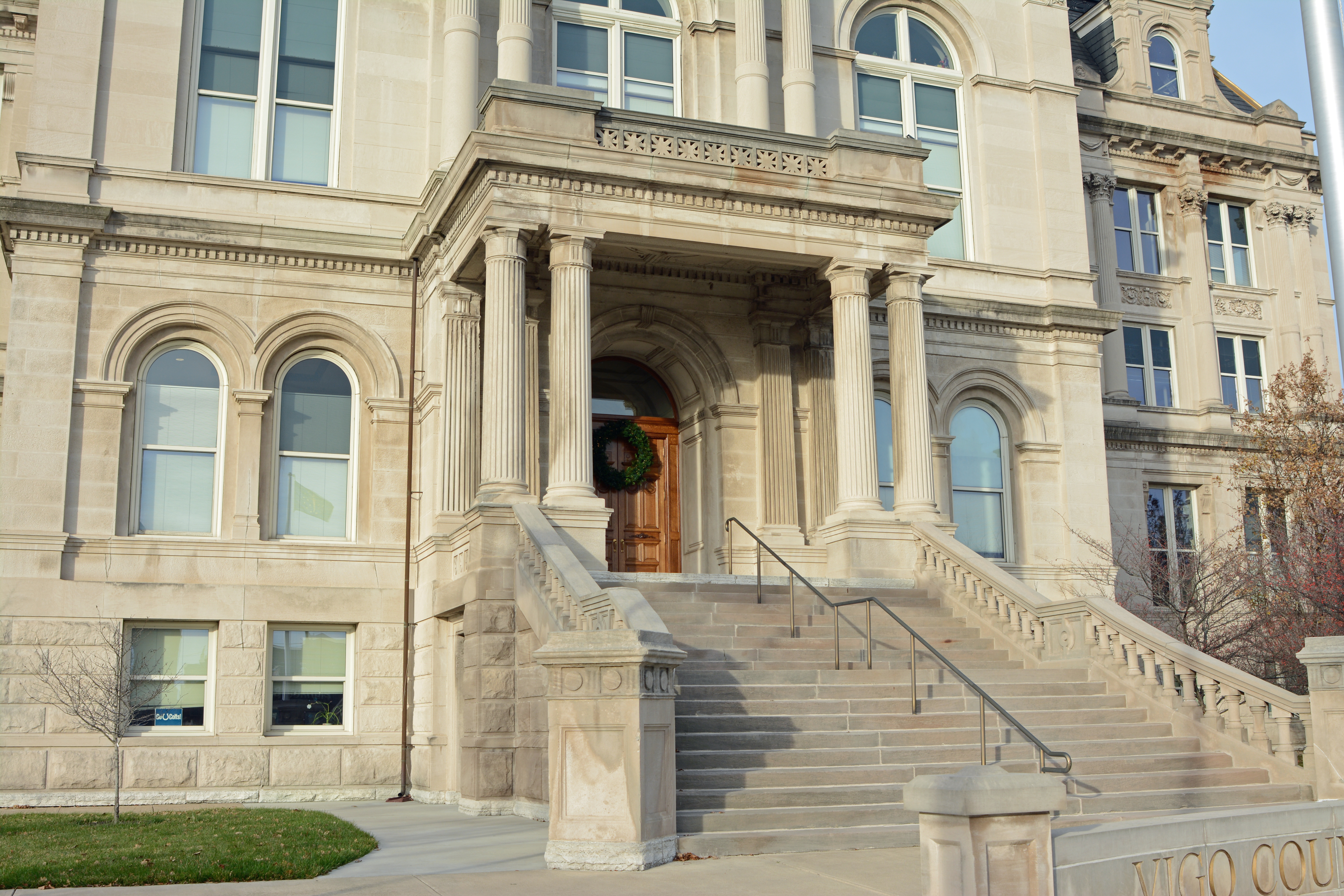
Entrada
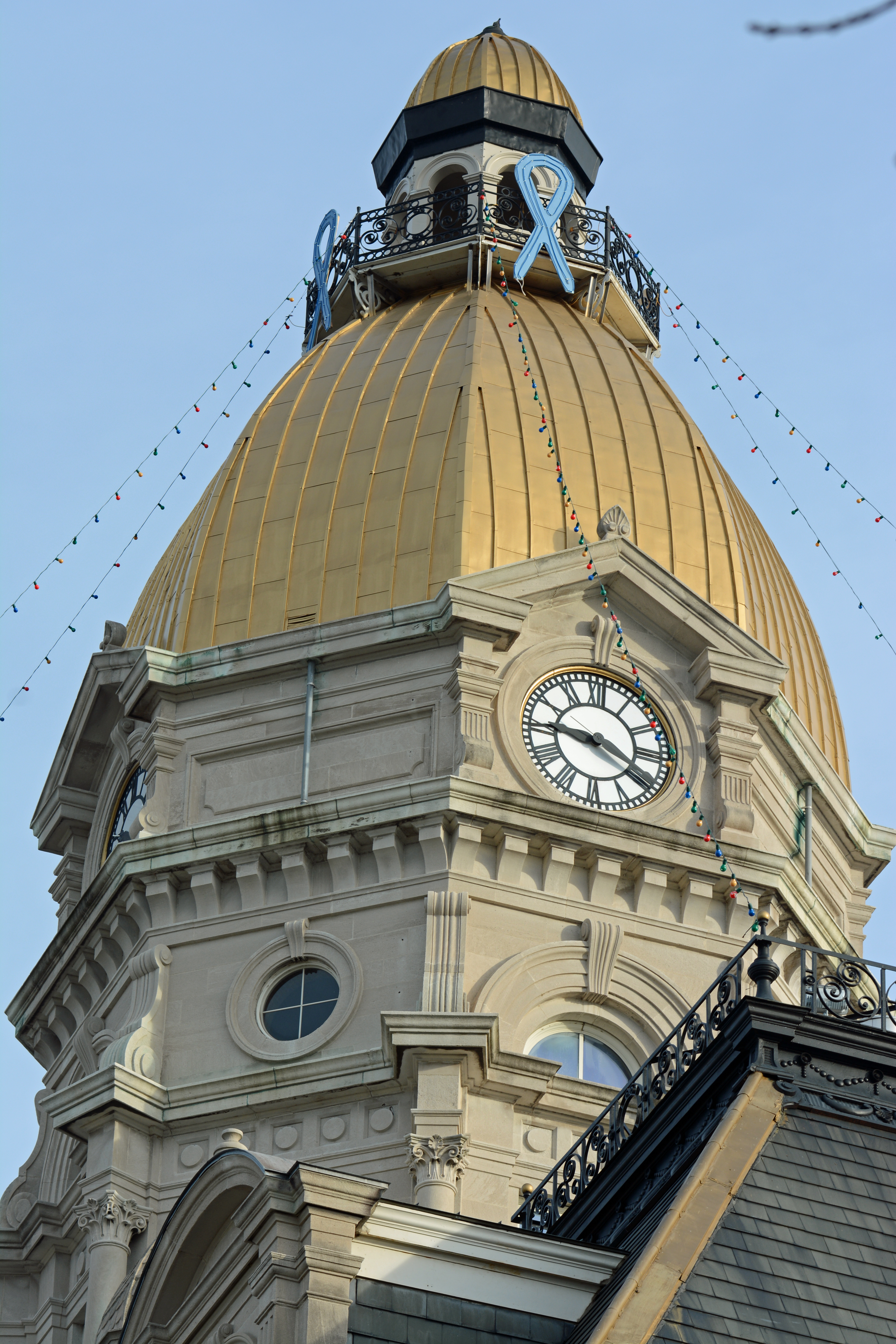
La cúpula restaurada